# Tropidodipsas
Tropidodipsas es un género de serpientes que pertenecen a la familia Dipsadidae. Su área de distribución incluye México y América Central.

## Especies
Se reconocen las siguientes especies:
- Tropidodipsas annuliferus Boulenger, 1894
- Tropidodipsas fasciata Günther, 1858
- Tropidodipsas fischeri Boulenger, 1894
- Tropidodipsas philippii (Jan, 1863)
- Tropidodipsas repleta Smith, Lemos-Espinal, Hartman & Chiszar, 2005
- Tropidodipsas sartorii Cope, 1863
- Tropidodipsas zweifeli Liner & Wilson, 1970